# Ulla-Lena Lundberg
Ulla-Lena Lundberg (ur. 14 lipca 1947 w Kökar) – fińsko-szwedzka pisarka.

## Życiorys
Ukończyła studia na Åbo Akademi, specjalizując się w etnologii nordyckiej i historii religii. Zadebiutowała w wieku piętnastu lat zbiorem poetyckim Utgångspunkt (1962). W kolejnych latach tworzyła opowiadania, powieści, sztuki radiowe i książki podróżnicze. Popularność przyniosły jej powieści związane z Kökar (Kungens Anna, 1982 i Ingens Anna, 1984).
Laureatka licznych nagród, w tym Svenska Akademiens Finlandspris (1990), Runebergspriset (1998), Svenska kulturfondens stora pris (1998), Stina Aronsons pris (2004) czy nagrody Finlandia (2012, za powieść Lód). Została także trzykrotnie nominowana do Nagrody literackiej Rady Nordyckiej.

## Dzieła przetłumaczone na polski
- Is, 2012, wyd. pol.: Lód. Justyna Czechowska (tłum.). Marpress, 2022. ISBN 978-83-7528-252-8. Brak numerów stron w książce